# CycloMedia

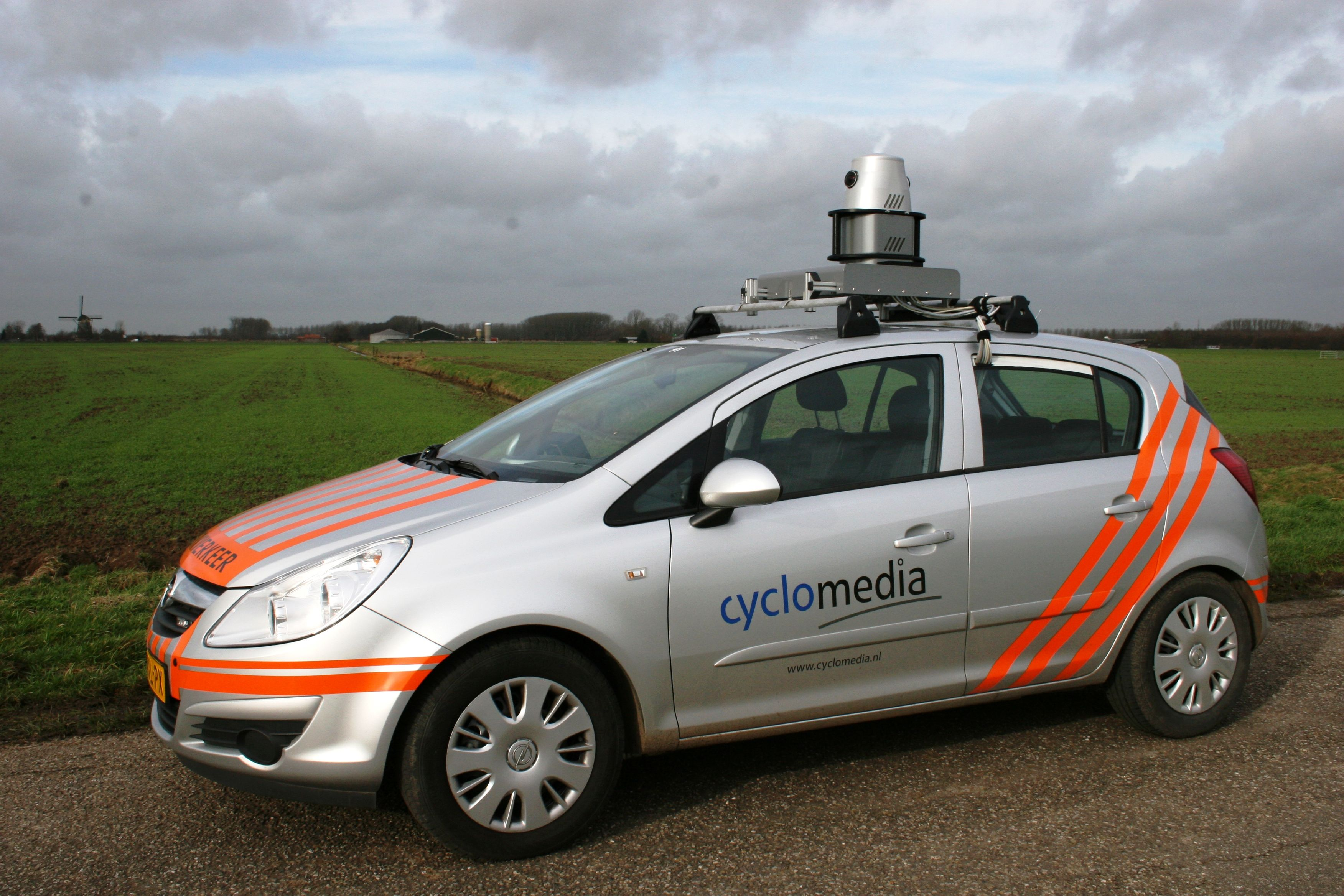
CycloMedia DCR 7

Cyclomedia es un sistema neerlandés especializado en la visualización de grandes entornos basados en imágenes de 360° que recoge imágenes y las pone en línea, tras recogerlas desde las cámaras situadas en el techo de su coche.
La alta resolución de las imágenes panorámicas, permiten al usuario integrarse en un mundo casi hecho en 3D.

## Historia

### 1980-1990
La idea de las imágenes en 360° comenzó en la Universidad Técnica de Delft. En el año 1980 apareció CycloMaps y la primera investigación con este tipo de cámaras. En 1987, apareció el primer prototipo de cámara lista para grabar en blanco y negro.

### 1991-2001
En 1991 empezó el sistema de medición controlado por ordenador.
Un año siguiente, 1992, la empresa se trasladó a Vught. En 1995 empezó la primera grabación de una ciudad en 360°, Róterdam. En el año 1999, CycloMedia se trasladó a Waardenburg.

### 2001-2004
A partir de los finales de los años ´90, las imágenes empiezan a ser en todo color. En 2001, la empresa empezó a utilizar Digital Ciclorama Recorder (DCR) 2.

### 2005-presente
En el 2005, CycloMedia empezó a usar el DCR3 y un sistema portátil, para los lugares donde el coche no puede llegar.
En 2006 volvieron a empezar a crear una nueva base de datos para todos los Países Bajos, aparte de un sistema en 3D.